# Bombenanschlag auf das Alfortville-Völkermordmahnmal
Der Bombenanschlag auf das Alfortville-Völkermordmahnmal war eine durch den türkischen Rechtsextremisten Abdullah Çatlı geleitete Attacke von Mitgliedern der Grauen Wölfe, die vom türkischen Nationalen Nachrichtendienst (MİT) finanziert wurde. Er fand am 3. Mai 1984 in einem von Armeniern bewohnten Bezirk von Alfortville (Vorort von Paris) statt. Beobachter werteten den Anschlag als Racheakt für die Angriffe der Asala und der Gerechtigkeitskommandos des armenischen Völkermords auf türkische Diplomaten.
Das Angriffsziel war eine Gedenkstätte an die Opfer des Völkermords an den Armeniern an der Rue Etienne Dolet, die am 24. April 1984 eingeweiht wurde, dem 69. Jahrestag des Völkermords 1915 im Osmanischen Reich. Die türkische Presse beschimpfte das Mahnmal als "Monument des Hasses". Mehr als eine Woche nach der Einweihung wurde am 3. Mai über drei explodierte Bomben berichtet, welche zu 13 Verletzten führten, zwei von ihnen schwer. Das Monument, hergestellt aus Chatschkar-Steinen, wurde bei der Detonation irreparabel beschädigt. Der damalige Bürgermeister von Alfortville, Joseph Franceschi, der zugleich der Staatssekretär Frankreichs für Öffentliche Sicherheit war, verurteilte die Attacke. Jean Poperen, Nationalsekretär der Sozialistischen Partei Frankreichs, verurteilte den Angriff ebenfalls und drückte seine Solidarität mit den Armeniern Frankreichs aus.
Die Untersuchung begann unmittelbar nach der Attacke. Es wurde später berichtet, dass der Angriff durch die Nationale Sicherheitsorganisation der Türkei (MİT) getätigt wurde. Der Bombenangriff auf das Mahnmal stand in einer Reihe mit mehreren schwerwiegenden Bombenanschlägen gegen armenische Institutionen und Monumente in ganz Frankreich, wie der Bombenangriff auf das Armenische Kulturzentrum von Alfortville 1983.
Eine zweite Attacke fand am Abend des 13. April 2002 statt; drei unbekannte Angreifer warfen jeweils drei Molotowcocktails auf das Monument, welches erneut zerstört wurde. Der Angriff fand während der Gedenktage zum 87. Jahrestag des Völkermords an den Armeniern statt, wo den Massenverhaftungen der Armenier im Osmanischen Reich gedacht wurde. Eine Ermittlung wurde durch die örtliche Polizei von Alfortville eingeleitet, doch die Angreifer wurden nie gefasst.